# Рада національної безпеки (Республіка Китай)
Рада національної безпеки (NSC; кит.: 國家安全會議; пін.: Guójiā Ᾱnquán Huìyì) - орган Китайської Республіки (Тайвань), який перебуває під безпосереднім підпорядкуванням президента і займається консультацією з питань пов'язаних із національною безпекою. До складу NSC також входять віцепрезидент, прем'єр-міністр, глави ключових міністерств, начальник Генерального штабу, генеральний секретар NSC та генеральний директор Бюро національної безпеки.

## Period of mobilization for the suppression of Communist rebellion Історія
На четвертому засіданні першої сесії Національних зборів у березні 1966 року в Тайбеї було переглянуто тимчасове становище, яке діяло в період мобілізації для придушення комуністичних повстань.
Четвертий пункт цієї поправки уповноважив президента створювати органи мобілізації для придушення повстання спровокованих китайською комуністичною партією, визначати політику, пов'язану з періодом мобілізації, і займатися питаннями військової політики. Президент Чан Кайші наказав Хуан Шао-ку, Ван Юньу, Чан Чі-юн та Цзян Цзін-го організувати невеликий підготовчий комітет для створення Ради національної безпеки та розробити організаційну програму.
У лютому 1967 року президент Чан оприлюднив організаційну програму Ради національної безпеки на період мобілізації. Хуан Шао-ку був обраний першим генеральним секретарем, а Цзян Цзін-го був призначений відповідальним за ключові роботи. Це ознаменувало створення NSC.